# 在亞塞拜然的人工流產
在亞塞拜然，婦女可在其妊娠前12週內經請求即允許接受人工流產，而在特定情況下婦女可在其妊娠12到28週內接受人工流產。 現今在亞塞拜然的人工流產法律是基於在1955年時亞塞拜然屬於蘇聯加盟共和國時，即亞塞拜然蘇維埃社會主義共和國時蘇聯所立下的人工流產法律，而在1991年亞塞拜然獨立後，亞塞拜然並沒有修改其人工流產法律。在1965年到1987年時亞塞拜然的人工流產率曾經非常高(介於20%到28%)。在亞塞拜然獨立後，亞塞拜然的人工流產率幾乎減半，在2000年後人工流產率穩定至12%到14%之間。在2014年時，在亞塞拜然所有妊娠案例中，有13.8%的妊娠是為人工流產所終止的，此數據相較於2005年時亞塞拜然人工流產率最低紀錄之12.1%有所增加。

## 歷史
如同所有其他前蘇聯國家一樣，在1992年前被稱為亞塞拜然蘇維埃社會主義共和國的亞塞拜然也受到前蘇聯制定的人工流產法律和規則所制約。因此，在亞塞拜然的人工流產做法和其他前蘇聯國家皆相似。
以下的描述屬於在亞塞拜然仍屬蘇聯管轄時期其使用的人工流產規定。但即使在亞塞拜然獨立後，其仍然未修改任何對應規定。
在1936年6月27日的蘇聯法令中禁止了任何除了在對母體生命或健康構成嚴重威脅，或者胎兒可能從父母遺傳到嚴重疾病的狀況下，對婦女進行人工流產。而這些例外狀況的人工流產須在醫院或在產婦之家中進行。醫生若在醫院外進行不安全的人工流產或在沒有任何法令規定下的但書條件下進行人工流產軍可能導致其必須接受1年到2年的有期徒刑。如果該人工流產是在不衛生的條件或是由不具醫療專業的人員進行的話，該涉及執行醫療行為的人員須接受不少於3年的有期徒刑。而引誘婦女接受人工流產的人須接受2年的有期徒刑。而接受人工流產的婦女須接受懲罰，而若其再犯則須支付300蘇聯盧布的罰款。
在1955年11月23日的修正案中，前蘇聯政府撤銷了1936年法令中原則上禁止大部分人工流產的規定。其他頒布於1955年的規定明確說明婦女可在其妊娠前12週內不受限制地接受人工流產，如果過了該期限且沒有禁止婦女進行人工流產的禁忌症狀況下，當繼續妊娠和分娩會影響母體健康(包含胎兒缺陷下)，此情況下的人工流產須在醫院由醫生進行，且除非母體健康受到威脅，此人工流產手術須要收費。進行非法流產手續的執行人員須接受刑事法律，如蘇聯刑法中規定的刑事懲罰。舉例而言，如果人工流產並不是在醫院執行的狀況下，對執行人工流產的人員須處以一年以下有期徒刑，而若該執行人工流產手術的人員不具醫學學歷，其可能須接受兩年以下有期徒刑。在累犯或人工流產手術導致婦女死亡或重傷情況下，該人工流產執行人員可能須接受八年以下有期徒刑。接受非法人工流產的婦女不會受到刑事懲罰。
即使有了1955年對於人工流產法律的修正，非法人工流產的問題並未徹底於前蘇聯消失。此狀況起因之一是因為政府對於避孕措施的矛盾態度。即使前蘇聯政府有時明顯展現自身對於避孕措施的支持，其對於讓生育控制手段變得廣泛的行動非常有限。在1974年時，前蘇聯政府甚至禁止口服避孕藥的廣泛使用。此狀況也是因為鼓勵生育運動在前蘇聯的復甦，使蘇聯政府當時不支持人工流產。此導致當時家庭計畫中將人工流產視為首要手段。
在1982年時，前蘇聯政府有鑑於高比率的非法人工流產率，發布允許因健康因素的人工流產得以在妊娠前28週前執行的法規。前蘇聯政府繼續擴大合法人工流產適用的條件，而在1987年12月31日時期發布另一個法規擴大允許在妊娠前28週內接受人工流產的條件，包括：在妊娠期間丈夫的逝世，在妊娠期間丈夫或自身受到關押，自身產假或育嬰假被褫奪、高的孕產次數(小孩數超過5個時)、妊娠時的離婚，強姦導致的妊娠、和家庭中小孩具身心障礙特徵時。此外，此法規規定在相關機關允許下，該人工流產可在其他場域執行。
在這項擴大妊娠12週後的人工流產條件情形和政府對於其他生育控制措施態度矛盾的狀況下，官方報導的人工流產次數大幅增加。其他導致人工流產次數大幅增加的理由包括缺乏高有效率的現代生育控制技術以及依賴低可靠度的傳統避孕方式、在夫妻情侶間缺乏避孕知識和頻繁人工流產下對於婦女的負面健康影響，以及缺乏受過足夠訓練的醫師、護理師、教員和其他專業人士。在1989年時，在整個前蘇聯中保險套的供給僅有需求的11%，子宮內節育器供給僅有需求的30%，避孕藥供給僅有需求的2%。在1990年整個前蘇聯針對避孕措施的樣本調查中顯示，在亞塞拜然中15-49歲的婦女中平常使用避孕措施的有6.5%，有時使用避孕措施的有10.1%，從未用過避孕手段的有41.9%，而不知道甚麼是避孕措施的有35.3%。